# Серебряный ключ
«Серебряный ключ» (англ. The Silver Key) — рассказ американского писателя Говарда Филлипса Лавкрафта, написанный в 1926 году. Впервые издан в журнале Weird Tales за январь 1929 года. «Серебряный ключ» и входит в «Цикл Снов» и является продолжением рассказа «Сомнамбулический поиск неведомого Кадата», а также имеет собственное продолжение «Врата серебряного ключа», которое Лавкрафт написал в соавторстве с Хоффманом Прайсом. В рассказе представлен Рэндольф Картер, который часто встречается в произведениях Лавкрафта.

## Сюжет

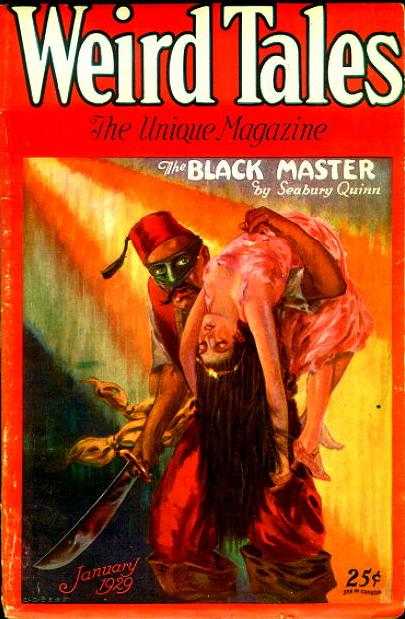
Weird Tales (январь 1929 года., том 13, № 1) рисунок «Черного мастера» Сибери Куинна. Обложка сделана С. С. Сенф

Сновидец Рэндольф Картер путешествует в Ином мире, — под названием Страна снов. Однако, в 30 лет он теряет ключ от ворот сна (англ. Gate of dreams). Картер хочет вернуться в Сумеречные царства, но ему приходится мириться с повседневностью, где эмоции земных умов важнее фантазии утонченных душ 
Картер всю жизнь странствовал по древним городам за пределами пространства и волшебным садам за призрачными морями. Там он плавал на галеоне по реке Укранос, мимо Франа с золотыми шпилями, где караваны слонов пробирались по джунглям Кледа, к белесым забытым дворцам, что спят под Луной. Картер забыл красоты Нарата с его сотнями резных ворот и куполов из халцедона. 
Картер изучает веру отцов, мифы и ритуалы, полагая, что люди без мечты почитают ложных богов (False gods), а их вера противоречива, как и боги их предков (Gods of their elders). Картер странствуя по городам, следуя путем предков, и ищет эфирные земли (Ethereal lands). Он сражается в Иностранном легионе во Франции во время Первой мировой войны. После войны Картер пишет несколько романов, но страх и земное начало мешают создать нечто стоящее. Картер изучает мистические книги в своем доме в Бостоне. Человек из южных стран показывает ему старинные фолианты и глиняные таблицы из Индии, и арабских стран. Они отправляются на древнее кладбище, из которого в живых вернулся один Картер. Затем он возвращается в Аркхем, где изучает дневник своего предка.
В 50 лет Картеру стало сниться детство в усадьбе деда Кристофера. Во сне дед поведал, что их древний род ведет к крестоносцу с горящими глазами (Flame-eyed), который узнал дикие секреты от сарацин. Первый Рэндольф Картер (First Sir Randolph Carter) жил в эпоху Елизаветы и увлекался магией. Эдмунд Картер (Edmund Carter) избежал виселицы в Салеме и спрятал от потомков Серебряный ключ. Утром Картер нашел его на чердаке в шкатулке из древнего дуба со странными иероглифами на неизвестном языке. Картер начал слышать голоса отцов, которые зовут его к скрытому родовому истоку (Ancestral source). Он едет на машине в усадьбу деда, что в холмах за Аркхемом. В роще неподалеку пропал его предок, а в одной хижине жила ведьма Гуди Фаулер (Goody Fowler). По слухам, в холме есть скрытые тоннели.
Картер выходит на Сумеречный луг и попадает в прошлое. Ключ вернул его в детство в облике десятилетнего мальчика (его взрослая сущность исчезает из этого времени). Вдали виден Кингспорт, где на Централ-Хилл (Central-Hill) стоит церковь Конгрегационалистов, которую давно снесли. Старый Бениджа Кори (Old Benijah Corey) ведет Картера домой, где его ждет мама Марта и дядя Крис (Uncle Chris), а также ужин Ханны (Hannah). Утром Картер идет в лес, где деревья и холмы образовывают ворота в вечную страну (Timeless realm) — его настоящую родину. Там покрытые лишайниками скалы в Священной роще (Sacred grove) напоминают монолиты друидов, а у водопада поют фавны, эгипаны и дриады. Картер входит в пещеру «Змеиное логово» (Snake-den) и пролезает в расщелину, ведущую к верхнему гроту (Loftier grotto). Он подносит на вытянутой руке ключ к дальней стене и с ним происходит перемена. С этого момента родные стали говорить, что мальчика подменили. Картер предсказывает будущее и путается воспоминаниями из прежней жизни. Кузен Эрнст Эспинуолл (Ernest B. Aspinwall), эсквайр из Чикаго, заметил, что тот изменился осенью 1883 года. В 1897 году Картер услышал называние французского города Беллуа-ан-Сантер и вспомнил, что чуть не погиб там, когда служил в Иностранном легионе в 1916 году (в будущем).

В финале неназванный рассказчик описывает, что в Аркхеме ведут поиски Картера. Старый слуга Паркс (Old Parks) рассказал, что он уехал к Горе вязов. Там был найден его автомобиль и платок. Вскоре наследники начали раздел имущества. Рассказчик уверен, что Картер вернется.
Говорят, что в Ултаре, что за рекой Скай, власть перешла к новому королю. Он восседает на опаловом троне в Илек-Ваде (Ilek-Vad), сказочном городе, где башни стоят на полых стеклянных утесах, что нависают над сумрачным морем (Twilight sea). Под ним бородатые Гнорри (Gnorri) с плавниками роют таинственные лабиринты. Я хочу взглянуть на серебряный ключ, чьи иероглифы таят загадки слепого безразличного Космоса.

## Вдохновение

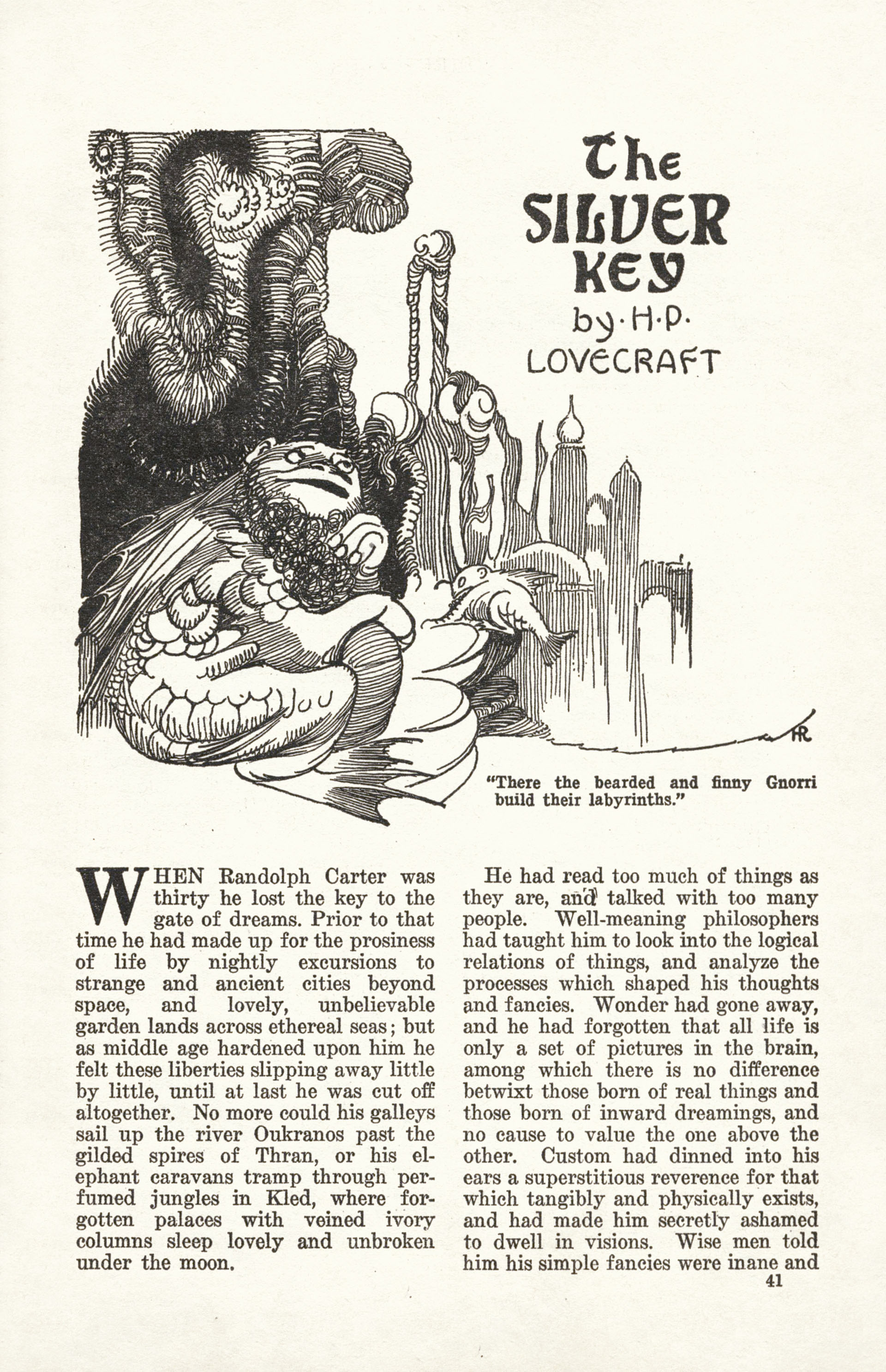
Титульный лист рассказа в «Weird Tales», январь 1929 года. Иллюстрация Хью Рэнкина

На написание рассказа повлиял визит Лавкрафта в Фостер, штат Род-Айленд, в котором проживали предки писателя по материнской линии. Имя персонаж Биниджа Кори из рассказа получился из слияния имён Эммы Кори Филлипс, одной из родственниц Лавкрафта, и Бениджи Плэйса, фермера, жившего через дорогу от дома, в котором остановился писатель.
Поиск Картером смысла жизни и мечты через ряд философских и эстетических умозаключений, возможно, вдохновлён романом Карла Гюисманса «Наоборот» (1884), в котором герой рассуждает в похожей манере.

## «Цикл снов»
«Серебряный ключ» связан с другими произведениями из «Цикла снов». Хронологический порядок следующий: «Сомнамбулический поиск неведомого Кадата», «Показания Рэндольфа Картера», «Неименуемое», «Серебряный ключ» и «Врата серебряного ключа». Рэндольф Картер отыскал магический артефакт — Серебряный ключ, что позволяет попасть в прошлое и недоступные места в Стране снов. В мифологии и фольклоре часто описываются Иные миры, что граничат с настоящим миром. В мифологии Европы описывается «Царство фей» или «Страна богов», куда могут войти смертные имея при себе Серебряную ветвь.
В «Энциклопедии Лавкрафта» приводится сравнение «Серебряного ключа» с рассказом «Склеп», где также описываются: голоса отцов, видения из прошлого, предсказания, окрестности Бостона, Сумеречный луг, Священная роща, монолиты друидов, водопад, а также фавны, эгипаны и дриады. В рассказе «Склеп» Джервас Дадли «находит в своём шкафу странный ключ, позволяющий ему раскрыть секреты прошлого». В рассказе «Ужас в Ред Хуке» описан ужасный ключ, что может открыть сундук с демоническим знанием. В рассказе «Селефаис» описано как сновидец стал королем в городе, в то время как его тело погибло (Возможно, Картер умер в пещере). Картер пишет романы и хранит дневник своего предка — также как герой с таким же именем из рассказа «Неименуемое». Называние французского города Беллуа-ан-Сантер — намекает на связь с рассказом «Музыка Эриха Цанна».

## География
- Ворота сна (англ. Gate of dreams) — ворота, которые образуют деревья и холмы на сумеречном лугу (англ. Twilight meadow), к северу от Аркхема и вблизи Кингспорта.
- Сумеречные царства (англ. Twilight realms) — исчезнувшие страны (англ. Ethereal lands), которые посещал Рэндольф Картер.
- Призрачные моря (англ. Ethereal seas) — моря в Стране снов, омывающие земли Сумеречного царства.
- Укранос (англ. Oukranos) — река в Сумеречных землях.
- Фран (англ. Thran) — город с золотыми шпилями на реке Укранос.
- Клед (англ. Kled) — джунгли в сумеречных землях, где стоят белесые забытые дворцы (англ. Forgotten palaces).
- Нарат (англ. Narath) — город с его сотнями резных ворот и куполов из халцедона.
- Ултар (англ. Ulthar) — город за рекой Скай (англ. Skai). Описан в рассказах «Кошки Ултара», «Иные боги» и «Сомнамбулический поиск неведомого Кадата»
- Илек-Вад (англ. Ilek-Vad) — сказочный город, где башни стоят на полых стеклянных утесах, что нависают над Сумрачным морем (англ. Twilight sea). Описан в повести «Сомнамбулический поиск неведомого Кадата»
- Салем упоминается в рассказах «Картина в доме», «Неименуемое», «Модель для Пикмана», «Случай Чарльза Декстера Варда», «Ужас Данвича», «Грёзы в ведьмовском доме».

## Реакция
Редактор «Weird Tales» Фарнсворт Райт отклонил рассказ, когда Лавкрафт принёс его в середине 1927 года. Однако на следующий год Райт попросил ещё раз прочитать рассказ и напечатал его. Позже он сообщил Лавкрафту, что читатели «яростно невзлюбили» «Серебряный ключ».

## Связь с другими произведениями
- В рассказе «Праздник» описан город Кингспорт.
- В рассказе «Показания Рэндольфа Картера» описан человек с Южных стран и древнее кладбище.
- В рассказе «Врата серебряного ключа» упоминаются вымышленные существа Гнорри.
- Фраза «Вера отцов» похоже на аналогичную фразу из рассказа «Полярная звезда».
- Фразы: «Ложные боги», «боги их предков», «Земной страх» и «Земное начало» — намекают на рассказ «Иные Боги».
- Космическая бездна, сферы и Хаос описываются в произведениях: «Из глубин мироздания», «Ньярлатхотеп», «Сомнамбулический поиск неведомого Кадата»

## Использование в поп-культуре
- «The Silver Key» — песня испанской симфоник-метал-группы Dark Moor с альбома 2005 года Beyond the Sea.
- The Silver Key — мини-альбом американского брейкор-исполнителя Xanopticon, выпущенный в 2007 году.[4]
- «Regarding the Silver Key» — вымышленный документ в визуальном романе Saya no Uta, предположительно раскрывающий кандидатов на главного персонажа в мире и вселенной Saya.
- «Seven Silver Keys» — песня шведской дум-метал-группы Candlemass с альбома 2005 года Candlemass, содержащая строчку «чтобы открыть свои мечты, тебе потребуется семь серебряных ключей» (англ. to open up your dreams you need seven silver keys).
- В игре Maid RPG есть артефакт под названием «загадочный серебряный ключ» (Enigmatic Silver Key).
- Во втором эпизоде четвёртого сезона мистического телесериала Хранилище 13 есть серебряный ключ, который позволяет людям видеть сны созданий Лавкрафта.